# شرف الدين طوران
شرف الدين طوران (بالتركية: Şerafettin Turan)‏ البروفيسور الدكتور شرف الدين طوران (1925, أرجيتش، فان)عالم تركي ومؤرخ وكاتب والرئيس الفخري لجمعيه اللغة والرئيس السابق لمؤسسه اللغة التركية لأتاتورك.

## حياته
أخذ مرحلته الابتدائيه في منطقه «بتلش» والمرحلة الإعداديه في منطقه «موش» والمرحلة الثانويه في منطقه «إرزوم».وأنهي تعليمه في معهد غازي التعليمي عام (1946). عمل كمساعد في المعهد عام (1946_1948)وفي متحف إنتوغرافيا في أنقره عام (1948_1952).وانتهي عام 1951 مستمرافي تعليمه الذي كان في كليه اللغة والتاريخ جامعه أنقره. وفي عام 1952 تم تعيينه مساعدا للتاريخ التركي. وفي عام 1954 أصبح طبيبا بشهاده الدكتوراه.وفي عام 1956 أصبح أستاذ مساعدوفي عام 1964 أصبح أستاذا. وفي الأعوام مابين 1969و1972 عمل في مهنه عميد في كليه اللغة والتاريخ والجغرافيا في جامعه أنقره.وفي عام 1973 أصبح رئيسا لقسم التاريخ في العصر الحديث.
وبين الأعوام 1972_1978 أصبح عضوا في مجلس إداره تي _أر _تي. وفي أعوام 1978 _1979 عمل مستشارا في وزاره الثقافة. وفي عام 1977 أنتخب طوران الذي كان عضوا في الجمعية التاريخيه التركيه وجمعيه اللغة التركيه لرئاسه جمعيه اللغة التركيه. وفي عام 1983 أغلقت جمعيه اللغة التركيه وواصل شرف الدين مهامه مباشره إلي الأمم.
بسبب استقالته عام 1983 من رئاسه جمعيه اللغة التركيه وإداره المجلس العسكري ووبناءا علي طلبه نقل الإدارة قال هذه الأبيات التاريخيه «لايقوم معهد اللغة التركيه بنقلكم أنتم من تتسلمونه».
لم يستطع ان يأخذ مكانا بين أعضاء جمعيه اللغة التركيه القديمه وأعضاء جمعيه اللغة بسبب حظر تكوين الجمعيات في فتره الثمانينات عام 1987 ولكنه بعد ذلك أصبح عضوا وانتخب إلي مجلس الإدارة. وقبل أن يكون عالم لغه كان الشخص الوحيد الذي أصبح رئيسا لجمعيه اللغة التركيه.
نشرت كتاباته التاريخيه والثقافيه وا العلميه التركيه في كليه اللغة والتاريخ والجغرافيا والبحوث التاريخيه ومعهد بللاتان التاريخي التركي وجمعيه الوثائق التاريخيه التركيه وفي مجلات اللغة التركيه وفي الموسوعة الإسلاميه.

## الجوائز التي حصل عليها
- 1970 وسام «كافليير» من الحكومة الإيطاليه.
- 1997 جائزة طوبا العلميه.
- 1999 جائزة السعادة السماويه للعلوم الاجتماعيه.
- 2007 تمثيل إزمير لجمعيه اللغة والإيام السادسه لإزمير التركيه وجائزة العمل التركيه بالمشاركة مع الأستاذ الدكتور «أيدين كوكسال».
- 2007 جائزة شف الذكري الخامسه والسبعين اللغة التركيه لجمعيه اللغة.

## آثاره المختاره

### كتبه
- واقعه الأمير بايازيد ابن القانوني. نشر في كليه التاريخ واللغة والجغرافيا، 1961 , أنقره. (توسيع الطبعة الثانية، النزاع علي العرش في عهد سليمان القانوني، دار المعرفة. 1997).
- «المعمارات الخاصة في المنظمة العثمانيه» حجم وتاريخ البحوث: 1 العدد: 1، 1963، s.551-592.
- «مركز التجارة التركي في البندقية» حجم من التعليم: 32 العدد: 126، ص. 247-283، 1968، الجمعية التاريخية التركية في أنقرة.
- أتاتورك واللغة الوطنية، جمعية اللغة التركية، 1981، أنقرة
- الأحداث المؤثره في تفكير أتاتورك، كتب، الجمعية التاريخية التركية، 1982، أنقرة، 68 ص. ISBN 9751601053.
- العلاقات بين تركيا وإيطاليا، الوصول من السلاجقه إلي نهايه البيزنطيين، متيس 1990، إسطنبول، 643 ص. ISBN 9751724848.
- تاريخ الثقافة التركيه من الثقافة التركيه إلي الثقافة التركيه والعالميه. 1990، دار النشر المعرفة.
- تاريخ الثورة التركية، وانهيار الإمبراطورية من 12 سبتمبر 1980، 1991-2002، (حجم 5 و 7 كتب) معلومات النشر.
- عصمت اينونو، حياته، عهده وشخصيته. 2003، دار النشر المعرفة.
- حياه حره وشخصيه لنفسك. مصطفى كمال أتاتورك في عام 2004، دار النشر المعرفة.

### كتبه المجهزه للنشر
- تواريخ علي عثمان والدفاتر العشر ومؤسس التاريخ التركي والكاتب ابن كمال و 1991.

### كتبه التي اشترك فيها مع كتاب آخرين
- توليف الإسلاميه والتركيه. الكتاب«بوزكورت جوفانتش وجانجاي شايلان وإلهان تكالي وشرف الدين طوران» المطبوعات الحلزونيه،1994, إسطنبول،202 مصدر الكتاب ISBN 975738027X.
- حكايه ثوره اللغة التركيه في السنه الخامسه والسبعين. الكتاب«شرف الدين طوران وسفجي اوزال» جمعيه اللغة، إبريل 2007 , أنقره، مصدر الكتاب ISBN 9789757495220.

## الروابط الخارجيه
- مجالات جائزة طوبا.
- التاركين مشاهده أخبار المدينة.
- إحتفلنا بعيد اللغة الخامس والسبعين بجمعيه اللغة.
- ليله احترام الاستاذ الدكتور شرف الدين طورون.